# Giuseppe Cigliano
Giuseppe Cigliano (* 25. Februar 1854 in Neapel; † 20. August 1906) war ein italienischer römisch-katholischer Geistlicher und Weihbischof in Neapel.

## Leben
Giuseppe Cigliano empfing am 22. Dezember 1877 das Sakrament der Priesterweihe.
Am 24. September 1898 ernannte ihn Papst Leo XIII. zum Titularbischof von Cyme und zum Weihbischof in Neapel. Der Erzbischof von Neapel, Giuseppe Antonio Ermenegildo Kardinal Prisco, spendete ihm am 23. Oktober desselben Jahres die Bischofsweihe; Mitkonsekratoren waren der Bischof von Gallipoli, Gaetano Müller, und der Weihbischof in Neapel, Ernesto Angiulli.